# 赫布·鲍迈斯特
赫伯特·理查德·“赫布”·鲍迈斯特（英語：Herbert Richard "Herb" Baumeister，1947年4月7日—1996年7月3日），美国连环杀人案嫌犯。鲍迈斯特是印第安纳州韦斯特菲尔德人，因在1990年代初谋杀了十多名男子而受到调查，其中大多数受害者都是在同性恋酒吧最后一次被人看见。警方在鲍迈斯特的农场中发现11具尸体，其中8人身份已被确认。逮捕令发出后，鲍迈斯特逃到加拿大自杀。后来他又被指控杀害至少9名男子。

## 早年生活
鲍迈斯特生于印第安纳州印第安纳波利斯，父母分别是赫伯特和伊丽莎白。鲍迈斯特家有四个孩子，他是长子。他童年时很正常，到青春期开始表现出反社会行为。鲍迈斯特曾把玩死去的动物，也曾在老师的桌子上撒尿。他被诊断出患有精神分裂症 ，但并未接受进一步的治疗。
1965年，鲍迈斯特在印第安纳大学读了一个学期后退学，1967年再次返校。1972年，他在巴特勒大学读了一个学期。成年后，他从事了许多工作，人们说他有强烈的职业道德感，但行为也越来越离奇。 
鲍迈斯特于1971年11月与朱莉安·塞特结婚，生了三个孩子。朱莉安后来说，在过去25年的婚姻生活中，他们只上过六次床。1970年代，鲍迈斯特的父亲把他送进了一家精神病医院。鲍迈斯特于1988年在印第安纳波利斯建立了Sav-A-Lot旧货连锁店，有2家门店。 

## 调查
到1990年代初，马里恩县警署和印第安纳波利斯警察局开始调查印第安纳波利斯地区一些年龄、身高和体重相仿的男同性恋者的失踪案件。1992年，一个名叫托尼·哈里斯的男子联系到调查人员，说一个叫布赖恩·斯马特的男同性恋酒吧顾客把他的一个朋友杀了，并曾在窒息式性爱时想用水池的软管杀死他。哈里斯于1995年8月再次见到这个人，记下了他的车牌号。根据这些信息，警方确认布赖恩·斯马特就是赫布·鲍迈斯特。 
调查人员要求搜查鲍迈斯特的房屋，鲍迈斯特和妻子均拒绝搜查。1996年6月，朱莉安感觉丈夫情绪的波动和行为的不稳定十分可怕，在申请离婚后 ，同意调查人员搜查。趁鲍迈斯特在度假时，调查人员搜查了他的面积18英畝（73,000平方）的农场，发现了11名男子的遗体，其中8人身份已被确认。
警方对鲍迈斯特下发逮捕令。鲍迈斯特逃到加拿大安大略省后，在休伦湖Pinery省立公园开枪自杀。他在遗书中声称自己自杀的原因是婚姻和事业两方面的失败，不承认发现的那些人是被他谋杀的。 
鲍迈斯特死后又涉嫌杀害其他9个人，尸体于20世纪80年代初至中期在印第安纳波利斯和俄亥俄州哥伦布之间的70号州际公路沿线农村地区发现。一位目击者称鲍迈斯特于1983年与迈克尔·赖利一起离开酒吧，后来赖利被杀害。和其他死者一样，赖利被勒死，尸体被脱掉衣服后扔在河中。 

## 拓展阅读
- Fannie Weinstein; Melinda Wilson (September 15, 1998), Where the Bodies Are Buried, St. Martin's Press, ISBN 978-0312966539

## 外部連結
- Crime Library: "HERB BAUMEISTER: SKELETONS BEYOND THE CLOSET" （英文）
- Herb Baumeister "The I-70 Strangler" （页面存档备份，存于） （英文）